# Callimetopus gloriosus
Callimetopus gloriosus là một loài bọ cánh cứng trong họ Cerambycidae.